# Kisiwani (Bumbuli)
Kisiwani è una circoscrizione rurale (rural ward) della Tanzania situata nel distretto di Bumbuli, regione di Tanga. Conta una popolazione di 6 504 abitanti (censimento 2022).